# Santão
Santão is een plaats (freguesia) in de Portugese gemeente Felgueiras en telt 870 inwoners (2001).